# Antonio Piolanti
Antonio Piolanti (Predappio, 7 agosto 1911 – Roma, 28 settembre 2001) è stato un presbitero e teologo italiano, dogmatista e tomista, nonché rettore della Pontificia Università Lateranense.

## Biografia
Dopo aver compiuto gli studi ginnasiali presso il Seminario di Bertinoro e quelli universitari in filosofia presso il Seminario regionale di Bologna, si laurea in teologia ed In utroque iure presso l'Ateneo del Pontificio Seminario Romano in Laterano. Ricevuta solennemente l'ordinazione sacerdotale nel 1934, dal 1938 al 1955 ha insegnato, a vario titolo, presso l'Ateneo di Propaganda Fide e, dal 1945, come ordinario di teologia sacramentaria, pure presso la Pontificia Università Lateranense, con una cattedra appositamente creata per lui.
Dal 1955 al 1962, fu decano della facoltà teologica dell'Urbaniana e, fino al 1957, ha ricoperto la stessa carica anche presso la Lateranense, di quest'ultima divenendone rettore, dal 1957 al 1969. Si può dire che egli sia stato, effettivamente, il primo Magnifico Rettore dell'Università Lateranense, dato che, il 17 maggio del 1959, Giovanni XXIII (che Piolanti aveva avuto l'onore di accogliere, durante una visita ufficiale, il 27 novembre del 1958) elevò a Università Pontificia quello che, fino ad allora, era stato solo un Ateneo Pontificio.
Piolanti è stato per molti anni consultore della Curia Romana, presso numerose congregazioni, partecipando, tra l'altro, alla preparazione sia del I Sinodo Romano (24-31 gennaio 1960) che, come perito ufficiale, del Concilio Ecumenico Vaticano II (1962-65). Dal 1969 al 2001, è stato poi vicepresidente della Pontificia Accademia di San Tommaso. Al contempo, quale canonico della Basilica di San Pietro, è stato altresì postulatore della causa di beatificazione e canonizzazione di Pio IX, dal 1972 fino alle soglie della morte, e, in quanto tale, risollevò un processo che sembrava oramai arenato da anni, conducendolo, dunque, a termine, con la proclamazione di Pio IX a Beato, il 3 settembre del 2000.
Piolanti, oltreché essere stato un attivo organizzatore e promotore all'interno delle varie istituzioni ecclesiastiche, è stato soprattutto uno dei maggiori esponenti della cosiddetta ”Scuola Romana“ di teologia del '900 (dei molti nomi, ricordiamo solo alcuni, fra cui Salvatore Garofalo, Pietro Parente, Salvatore Talamo). Profondo conoscitore di tutta la teologia, valente tomista, egli è stato uno dei maggiori ricercatori e studiosi internazionali di teologia dei sacramenti, in particolare dell'Eucaristia, su cui ha scritto numerose, importanti monografie.

## Opere principali
- Il Corpo Mistico e le sue relazioni con l'Eucaristia in S. Alberto Magno, Scuola tipografica missionaria domenicana, Roma, 1939.
- De Sacramentis, Marietti Editore, Torino, 1946 (con successive edizioni).
- Dizionario di Teologia Dommatica (con P. Parente e S. Garofalo), Editrice Studium, Roma, 1945 (con successive edizioni).
- De Novissimis et Sanctorum Communione, Marietti Editore, Torino, 1950 (con successive edizioni).
- L'Eucaristia, Editrice Studium, Roma, 1952.
- Il Mistero Eucaristico, Libreria Editrice Fiorentina, Firenze, 1955 (con successive edizioni).
- Corpo Mistico e Sacramenti, Angelo Belardetti Editore, Roma, 1955.
- I Sacramenti, Libreria Editrice Fiorentina, Firenze, 1956.
- (a cura di) Eucaristia. Il Mistero dell'Altare nel Pensiero e nella Vita della Chiesa, Desclée & C. — Editori Pontifici, Roma-Parigi-Tournai-New York, 1957.
- Il Mistero della Comunione dei Santi nella Rivelazione e nella Teologia, Desclée & C., Roma, 1957.
- L'Eucaristia, Elle Di Ci - Libreria Dottrina Cristiana, Torino, 1957.
- Il Purgatorio, Istituto Padano di Arti Grafiche, Rovigo, 1957.
- Maria e il Corpo Mistico, Angelo Belardetti Editore, Roma, 1957.
- La comunione dei Santi e la vita eterna, Libreria Editrice Fiorentina, Firenze, 1957 (con successive edizioni).
- La pienezza di Cristo, Edizioni Ares, Roma, 1958.
- Il Protestantesimo ieri e oggi, Libreria editrice della Pontificia Università Lateranense, Roma, 1958.
- Natura e Grazia, Editrice Ave, Roma, 1958.
- Aspetti della Grazia, Edizioni Ares, Roma, 1958.
- La risurrezione della carne e la vita eterna, Editrice Morcelliana, Brescia, 1959.
- (a cura di) I Sacramenti, Libreria Coletti, Roma, 1959.
- Dio nel mondo e nell'uomo, Desclée & C., Roma, 1959.
- L'economia sacramentale, Istituto Padano di Arti Grafiche, Rovigo, 1960.
- Il settenario sacramentale, Istituto Padano di Arti Grafiche, Rovigo, 1960.
- L'al di là, Marietti Editore, Torino, 1960.
- (a cura di) Il soprannaturale, Marietti Editore, Torino, 1960.
- Dio uomo, Desclée & C., Roma, 1964.
- L'immagine di Cristo nella teologia contemporanea, Libreria Editrice della Pontificia Università Lateranense, Roma, 1968.
- Pio IX e la rinascita del tomismo, Libreria Editrice Vaticana, Città del Vaticano, 1974.
- (a cura di) Studi tomistici, Città Nuova Editrice, Roma, 1975.
- L'Accademia di Religione Cattolica. Profilo della sua storia e del suo tomismo, Libreria Editrice Vaticana, Città del Vaticano, 1977.
- La conoscenza sapienziale di Dio in San Tommaso, Libreria Editrice Vaticana, Città del Vaticano, 1980.
- La pontificia accademia teologica romana: cenno storico, stato attuale ed attività culturale, Libreria Editrice Vaticana, Città del Vaticano, 1982.
- Il tomismo come filosofia cristiana nel pensiero di Leone XIII, Libreria Editrice Vaticana, Città del Vaticano, 1983.
- La lettera del Card. Lucido M. Parocchi sul tomismo (1877), Libreria Editrice Vaticana, Città del Vaticano, 1985.
- La filosofia cristiana in Mons. Salvatore Talamo, ispiratore della ”Aeterni patris“, Libreria Editrice Vaticana, Città del Vaticano, 1986.
- Un pioniere della filosofia cristiana della metà dell'Ottocento: Franz Jakob Clemens, con la riedizione della ”Commentatio Philosophia theologiae ancilla“, Libreria Editrice Vaticana, Città del Vaticano, 1988.
- (a cura di) San Tommaso teologo, Libreria Editrice Vaticana, Città del Vaticano, 1995.
- (a cura di) San Tommaso filosofo, Libreria Editrice Vaticana, Città del Vaticano, 1995.